# Доктор (Звёздный путь)
Доктор — персонаж фантастического сериала «Звёздный путь: Вояджер», являющегося частью фантастической вселенной Звёздного пути. В серии «До и после» (3.21) его звали Доктор Ван Гог, в серии «Герои и Демоны» (1.12) — Доктор Швайцер, а в серии «Конец игры» (7.25) — Джо.
Доктор — голограмма скорой медицинской помощи, разработанная для временного использования на звездолётах Федерации на случай, если основной медицинский состав не в состоянии оказывать экипажу медицинскую помощь. Ввиду того, что медики из экипажа звездолёта «USS Вояджер» погибли вскоре после того, как корабль попал в дельта-квадрант, ЭМГ Доктор был переделан для почти постоянного несения дежурства в медицинском отсеке. Это несколько отразилось на этой голографической программе, и через некоторое время у Доктора даже стали проявляться некоторые черты характера.
В начале пустота, материя, жаждущая света. Сначала один единственный фотон озаряет светом пустоту, затем тысячи и тысячи.
Пробуждаются оптотронные реле, и активизируются подпрограммы и среди хаоса пробуждается голографическое сознание…«Доктор» в серии: «Автора! Автора!» (7.20)

## Биография

### Общий обзор
(EMH — 1) Mark−1 — (Экстренная медицинская голограмма)
Доктор — рассчитанный на небольшой срок работы временно заменяющий доктора.
Доктор звездолёта Федерации «USS Вояджер» — голограмма, разработанная доктором Зиммерманом, программистом Звёздного флота. После того, как главный врач и весь медицинский персонал погибли, Доктору ввиду необходимости пришлось занять пост врача на борту «Вояджера», практически исполнял обязанности главного медика, хотя фактическим главным медиком считался Том Пэрис (по словам Доктора, когда он представлял Тома Пэриса своей невесте).
Автоматически программа запускается при объявлении красной тревоги.
Завёл свой собственный журнал в звёздную дату 49504.3 («Признаки жизни» — 2.19).
Дважды был отправлен в Альфа-квадрант:
- первый раз — сообщить ЗФ о положении «Вояджера» («Письмо в бутылке» — 4.14) был переслан на корабль «Прометей» захваченный ромуланами, при помощи EMH-2 вернул корабль и сообщил о положении «Вояджера»;
- второй раз отправился для лечения своего программиста Люиса Зиммермана («Линия жизни» — 6.24).

Благодаря технологиям 29-го века Доктор может покинуть пределы медотсека при помощи мобильного голопроектора, который он обычно носит на рукаве. По словам Джейнвэй, Доктор должен продолжать своё исследование человечества, пока это не угрожает безопасности корабля и экипажа. Доктор также помогал Седьмой-из-девяти освоиться в новой обстановке, объяснял ей принципы человечности и принципы поведения.
Также на случай аварии по собственной инициативе был запрограммирован как командующая голограмма, чем не раз спасал корабль и экипаж. При активации командных подпрограмм на первый план его «сознания» приходят знания тактики, оружия — всё, что должен знать капитан. Использовав тактику ромуланского генерала, он смог обезвредить два корабля, превосходящих по мощности «Вояджер».
Семейное положение: Был «женат», имеет сына («В мгновение ока»).
В альтернативной реальности («Конец игры») женился и взял имя Джо.
Обладает сверхспособностями к решению любых самых сложных медицинских проблем, разработал принципы оружия против существ «8472».
Личные качества: Иногда ворчлив, ироничен, язвителен в пределах допустимого и вне пределов оного, юмор специфичен, очень чувствителен. Понимает свою неспособность стать человеком, но развивает в себе творческие способности, любит оперу (поёт), рисует, создаёт голо-новеллы.
Кроме Доктора на «Вояджере» EMH-1 появляется в фильме «Звёздный путь: Первый контакт», а в сериале «Звёздный путь: Глубокий космос 9» появляется и его создатель — Льюис Зиммерман.

### «Рождение»
Диагностическая и хирургическая омега-подпрограмма 323 была разработана группой конструкторов, чтобы быть пополнением в чрезвычайных ситуациях к медицинскому персоналу звездолётов. Первоначально эта голопрограмма была рассчитана на 500 часов работы, в неё были заложены некоторые индивидуальные черты и своей целью голопрограмма ставила делать свою работу настолько эффективно, насколько это возможно. В этом ей помогала обширная база данных заболеваний и методик их лечения, известных во всех мирах Федерации по крайней мере на 2371 год. В общей сложности Доктор был знаком с 5 миллионами заболеваний и способами их лечения — а также был способен изобретать новые методы в зависимости от того, с чем он сталкивался. Доктор также мог оказать и психологическую помощь («Катексис» — 1.13, «Экс-Постфактум» — 1.08). За прототип Доктора был взят доктор Льюис Зиммерман со станции «Юпитер». Рейджинальд Баркли также принимал участие в проекте, тестируя коммуникабельность Доктора. Согласно самому Доктору — его программа не формировалась как способная чувствовать боль, чувство голода, кровоточить, хотеть петь или танцевать. И конечно он не был запрограммирован на наличие каких-либо репродуктивных органов, потому что предполагалось, что голопрограмме они никак не понадобятся.
Доктор Зиммерман опровергал утверждения в том, что он создавал Доктора как способного шутить или говорить с сарказмом. Но тем не менее Доктор был способен ко всему выше перечисленному. Однако, поскольку к созданию Доктора были привлечены помимо доктора Зиммермана и другие разработчики, то можно предположить, что кто-то из них тайно добавил подпрограммы, позволявшие Доктору быть гораздо более человечным.

### 2371 год
В звёздную дату 48308.2 Доктор был активизирован энсином Гарри Кимом для оказания помощи пострадавшим членам экипажа после перемещения «Вояджера» Опекуном в дельта квадрант. Доктор быстро понял, что экипаж застрянет в этом опасном секторе космоса надолго и будет постоянно в нём нуждаться («Опекун» — 1.01).
Первые недели работы для Доктора выдались нелёгкими. Он не имел никакого контроля над своими программами активации и деактивации — поэтому любой член экипажа мог включать/выключать его по своему желанию, тогда как Доктор не мог. Команда не считала Доктора чем-то большим, чем просто программой, контролируемой главным компьютером — и в свою очередь Доктор отвечал команде грубостью и краткостью. Его раздражало, что его включают по любому даже самому незначительному поводу. И он сильно расстраивался от того, что все новости о переменах на корабле доходили до него последними, будь то: включение команды Маки в состав команды, или прибытие Ниликса и Кес на борт «Вояджера» («Снова и снова» — 1.04).